# Vecchi Editore
La  Vecchi Editore è una casa editrice fondata nel marzo 2005 a Sarzana da Augusto Vecchi, già attivo nel settore dell'editoria fin dal 1989, che ne ha assunto la direzione.

## Storia
L'editrice è specializzata in libri per ragazzi, pubblicati in Italia attraverso il marchio di proprietà Abaco Edizioni. I volumi, realizzati da illustratori italiani (molti dei quali provenienti dall'Accademia Disney), sono molto apprezzati anche all'estero. Infatti, sono oltre 40 i paesi che attraverso coedizioni pubblicano i libri della casa editrice ligure.
Vecchi Editore detiene in esclusiva mondiale alcuni personaggi popolari come Lulù la fatina blu e le tre modelle della Glam Agency, mentre l'avventuriero Joe Fox, un ragazzino che con la fantasia veste i panni di un pirata galantuomo, è l'ultimo personaggio creato da Augusto Vecchi.
La casa editrice di Sarzana sponsorizza inoltre i Red Jackets Lunigiana, squadra di football americano campione d'Italia 2009 under 21 e campione d'Italia 2010 (XXX Superbowl italiano).